# Georg Wilhelm Pötzinger
Georg Wilhelm Pötzinger oder Poezinger (* 13. Juli 1709 in Bayreuth; † 19. Januar 1753 in Erlangen) war ein deutscher lutherischer Theologe, Mathematiker und Hochschullehrer.

## Leben
Pötzinger war der Sohn des Nicolaus Poezinger, eines Küsters in Bayreuth. Nachdem er zunächst Privatunterricht erhalten hatte, absolvierte er von 1724 bis 1728 das Gymnasium Christian-Ernestinum in Bayreuth. Im Sommer 1728 begann er sein Studium an der Universität Leipzig. Dort widmete er sich der Philosophie, Mathematik und Theologie. Unter seinem Landsmann Friedrich Wilhelm Stübner verteidigte er die Schrift Dissertatio super theoremate Harrioti de numero radicum verarum et falsarum, die zu ihrer Zeit Beachtung in Fachkreisen fand. Er bestand das Erste Theologische Examen und wurde am 17. Februar 1735 zum Magister der Philosophie graduiert. Nach Bayreuth zurückgekehrt bestand er 1738 das Zweite Theologische Examen. Anschließend wurde er zum Hauslehrer an den Hof des Markgrafen Friedrich III. von Brandenburg-Bayreuth berufen.
Pötzinger erhielt im April 1741 eine Stelle als Gymnasialprofessor für Physik und Mathematik am Bayreuther Gymnasium und außerdem am 17. Dezember 1741 eine als Hofdiakon. Mit der Gründung der Hochschule in Bayreuth wurde er am 21. März 1742 als ordentlicher Professor der Philosophie und der Mathematik berufen sowie am 6. April 1743 zusätzlich als außerordentlicher Professor der Theologie. Mit der Verlegung der Friedrichs-Akademie nach Erlangen behielt er 1743 an der neuen Universität Erlangen seine beiden Professuren bei. An der Philosophischen Fakultät war er der am besten bezahlte Professor, was auf seine Beliebtheit seiner Lehre zurückgeführt wird. Bei der Gründung des Gymnasiums Fridericianum in Erlangen 1745 erhielt er außerdem die Stelle des Scholarchen des Gymnasiums. Im Wintersemester 1747/1748 amtierte er als Prorektor seiner Universität.

## Werke (Auswahl)
- (Übersetzung aus dem Englischen): Joseph Addison: Gespräche von dem Nutzen und den Vorzügen der alten Münzen, Waysenhaus, Bayreuth 1740.
- Theses prolusorias de fato Senecae. Respondent: Martin Gottlob Richter. Becker, Erlangen 1744. (Digitalisat)
- Sammlung nützlicher Machinen und Instrumenten nebst deren Erklärung, 10 Teile in 6 Hefte, Henning, Nürnberg um 1747.
- Merita Viri Perillustris Danielis de Superville ... anniversaria oratione d. X. Apr. celebranda indicit, Becker, Erlangen 1747.
- Propositiones Aliqvot Staticae, Camerarius, Erlangen 1751.